# James McArdle
James McArdle, född 3 april 1989 i Glasgow, är en brittisk skådespelare.
McArdle har bland annat medverkat i TV-serierna Andor och Sexy Beast. Han har även medverkat i filmen Mary Queen of Scots.

## Filmografi (i urval)
- 2018 – Mary Queen of Scots
- 2022 – Andor (TV-serie)
- 2024 – Sexy Beast (TV-serie)
- 2025 – Allt för min son (TV-serie)